# Lélis Lara

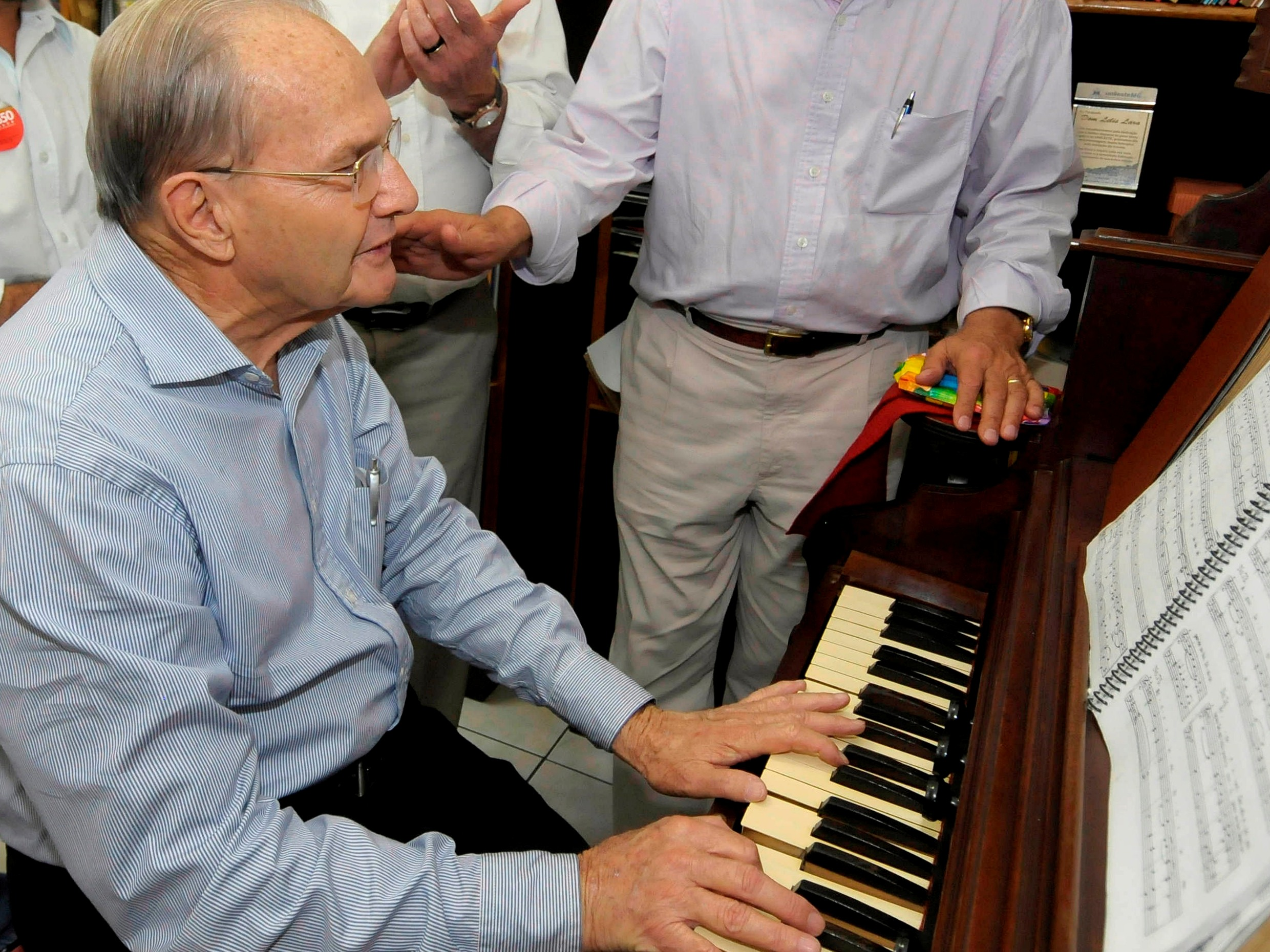
Lélis Lara 2010.

Lélis Lara CSsR (* 19. Dezember 1925 in Divinópolis, Brasilien; † 8. Dezember 2016 in Coronel Fabriciano, Brasilien) war ein brasilianischer Ordensgeistlicher und römisch-katholischer Bischof von Itabira-Fabriciano.

## Leben
Lélis Lara trat der Ordensgemeinschaft der Redemptoristen bei und empfing am 2. Februar 1951 die Priesterweihe.
Papst Paul VI. ernannte ihn am 6. Dezember 1976 zum  Titularbischof von Cellae in Mauretania und zum Weihbischof in Itabira. Der Bischof von Itabira, Mário Teixeira Gurgel SDS, spendete ihm am 2. Februar 1977 die Bischofsweihe; Mitkonsekratoren waren José Gonçalves da Costa CSsR, Koadjutorerzbischof von Niterói, und José Brandão de Castro CSsR, Bischof von Propriá.
Am 6. Dezember 1995 ernannte ihn Papst Johannes Paul II. zum Koadjutorbischof von Itabira-Fabriciano. Mit der Emeritierung von Mário Teixeira Gurgels am 15. Mai 1996 folgte er diesem als Bischof von Itabira-Fabriciano nach. Am 22. Januar 2003 nahm Johannes Paul II. sein altersbedingtes Rücktrittsgesuch an.